# Antonio Bazzini

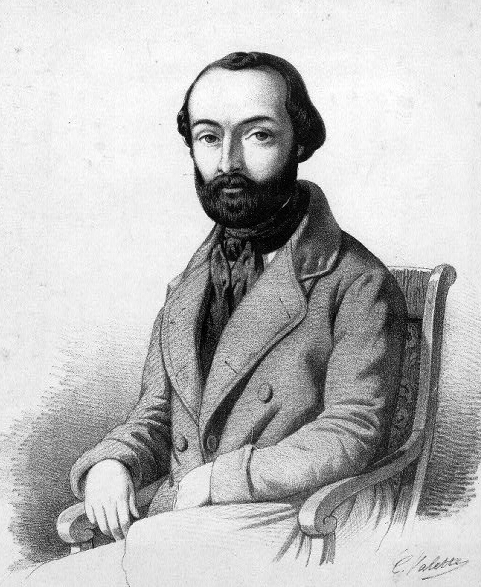
Antonio Bazzini

Antonio Bazzini, född 11 mars 1818 och död 10 februari 1897, var en italiensk violinist.
Bazzini, som var lärjunge till Faustino Camisani i Brescia, reste på inrådan av Niccolò Paganini till utlandet för att studera vidare och vistades en längre tid i Leipzig. Han levde senare i Italien, Spanien och Frankrike, tills han drog sig tillbaka till Brescia för att helt ägna sig åt komposition. 1877 fick han motta det ärofulla anbudet att bli lärare i komposition vid konservatoriet i Milano, vars ledare han blev 1882. Som hans bästa arbeten kan framhållas en del viktigare körsaker, dessutom stråkkvartetter, några uvertyrer (bland annat till Kung Lear Vittorio Alfieris Saul), samt den symfoniska dikten Francesca da Rimini.